# ISU Challenger Series 2021/2022
ISU Challenger Series 2021/2022 – 8. edycja zawodów Challenger Series w łyżwiarstwie figurowym. Zawodnicy podczas sezonu wystąpili w dziesięciu zawodach tego cyklu. Rywalizacja rozpoczęła się 10 września w Bergamo, zaś zakończyła się 11 grudnia w Zagrzebiu.

## Kalendarium zawodów
| Lp. | Data                              | Miejsce    | Zawody                       | Źr.   |
| --- | --------------------------------- | ---------- | ---------------------------- | ----- |
| 1   | 10–12 września 2021               | Bergamo    | Lombardia Trophy             |       |
| 2   | 16–18 września 2021               | Montreal   | Autumn Classic International |       |
| 3   | 22–25 września 2021               | Oberstdorf | Nebelhorn Trophy             |       |
| 4   | 30 września – 2 października 2021 | Bratysława | Memoriał Ondreja Nepeli      | [ 2 ] |
| 5   | 7–10 października 2021            | Espoo      | Finlandia Trophy             |       |
| 6   | 13–17 października 2021           | Pekin      | Asian Open Trophy            |       |
| 7   | 28–31 października 2021           | Nur-Sułtan | Memoriał Dienisa Tiena       |       |
| 8   | 11–14 listopada 2021              | Graz       | Ice Challenge                |       |
| 9   | 18–21 listopada 2021              | Warszawa   | Warsaw Cup                   |       |
| 10  | 8–11 grudnia 2021                 | Zagrzeb    | Golden Spin of Zagreb        |       |

## Medaliści

### Soliści
| Zawody                       | 1. miejsce                                 | 2. miejsce                                 | 3. miejsce                                 | Źr.    |
| ---------------------------- | ------------------------------------------ | ------------------------------------------ | ------------------------------------------ | ------ |
| Lombardia Trophy             | Daniel Grassl                              | Adam Siao Him Fa                           | Moris Kwitiełaszwili                       | [ 3 ]  |
| Autumn Classic International | Conrad Orzel                               | Bennet Toman                               | Beres Clements                             | [ 4 ]  |
| Nebelhorn Trophy             | Vincent Zhou                               | Adam Siao Him Fa                           | Mark Kondratiuk                            | [ 5 ]  |
| Memoriał Ondreja Nepeli      | Zawody odwołano z powodu pandemii COVID-19 | Zawody odwołano z powodu pandemii COVID-19 | Zawody odwołano z powodu pandemii COVID-19 | [ 2 ]  |
| Finlandia Trophy             | Jason Brown                                | Michaił Kolada                             | Dmitrij Alijew                             | [ 6 ]  |
| Asian Open Trophy            | Yuma Kagiyama                              | Shun Satō                                  | Jin Boyang                                 | [ 7 ]  |
| Memoriał Dienisa Tiena       | Piotr Gumiennik                            | Mark Kondratiuk                            | Andriej Mozalow                            | [ 8 ]  |
| Ice Challenge                | Nika Egadze                                | Lucas Tsuyoshi Honda                       | Ilia Malinin                               | [ 9 ]  |
| Warsaw Cup                   | Sōta Yamamoto                              | Daniel Grassl                              | Piotr Gumiennik                            | [ 10 ] |
| Golden Spin of Zagreb        | Keegan Messing                             | Andriej Mozalow                            | Jimmy Ma                                   | [ 11 ] |

### Solistki
| Zawody                       | 1. miejsce                                 | 2. miejsce                                 | 3. miejsce                                 | Źr.    |
| ---------------------------- | ------------------------------------------ | ------------------------------------------ | ------------------------------------------ | ------ |
| Lombardia Trophy             | Alysa Liu                                  | Jekatierina Kurakowa                       | Audrey Shin                                | [ 12 ] |
| Autumn Classic International | Marilena Kitromilis                        | You Young                                  | Wi Seoyeong                                | [ 13 ] |
| Nebelhorn Trophy             | Alysa Liu                                  | Jekatierina Kurakowa                       | Wiktorija Safonowa                         | [ 14 ] |
| Memoriał Ondreja Nepeli      | Zawody odwołano z powodu pandemii COVID-19 | Zawody odwołano z powodu pandemii COVID-19 | Zawody odwołano z powodu pandemii COVID-19 | [ 2 ]  |
| Finlandia Trophy             | Kamiła Walijewa                            | Jelizawieta Tuktamyszewa                   | Alona Kostornoj                            | [ 15 ] |
| Asian Open Trophy            | Mai Mihara                                 | Kaori Sakamoto                             | Joanna So                                  | [ 16 ] |
| Memoriał Dienisa Tiena       | Wiktorija Safonowa                         | Jekatierina Riabowa                        | Anastasija Szabotawa                       | [ 17 ] |
| Ice Challenge                | Wakaba Higuchi                             | Park Yeon-jeong                            | Niina Petrõkina                            | [ 18 ] |
| Warsaw Cup                   | Majia Chromych                             | Niina Petrokina                            | Jekatierina Kurakowa                       | [ 19 ] |
| Golden Spin of Zagreb        | Anastasija Gubanowa                        | Amber Glenn                                | Niina Petrõkina                            | [ 20 ] |

### Pary sportowe
| Zawody                       | 1. miejsce                              | 2. miejsce                              | 3. miejsce                             | Źr.                               |
| ---------------------------- | --------------------------------------- | --------------------------------------- | -------------------------------------- | --------------------------------- |
| Lombardia Trophy             | Nicole Della Monica / Matteo Guarise    | Laura Barquero / Marco Zandron          | Rebecca Ghilardi / Filippo Ambrosini   | [ 21 ]                            |
| Autumn Classic International | Riku Miura / Ryuichi Kihara             | Vanessa James / Eric Radford            | Ashley Cain-Gribble / Timothy LeDuc    | [ 22 ]                            |
| Nebelhorn Trophy             | Minerva Fabienne Hase / Nolan Seegert   | Laura Barquero / Marco Zandron          | Karina Safina / Łuka Bieruława         | [ 23 ]                            |
| Memoriał Ondreja Nepeli      | Konkurencja nie została rozegrana       | Konkurencja nie została rozegrana       | Konkurencja nie została rozegrana      | Konkurencja nie została rozegrana |
| Finlandia Trophy             | Anastasija Miszyna / Aleksandr Gallamow | Jewgienija Tarasowa / Władimir Morozow  | Ashley Cain-Gribble / Timothy LeDuc    | [ 24 ]                            |
| Asian Open Trophy            | Sui Wenjing / Han Cong                  | Peng Cheng / Jin Yang                   | Wang Yuchen / Huang Yihang             | [ 25 ]                            |
| Memoriał Dienisa Tiena       | Konkurencja nie została rozegrana       | Konkurencja nie została rozegrana       | Konkurencja nie została rozegrana      | Konkurencja nie została rozegrana |
| Ice Challenge                | Konkurencja nie została rozegrana       | Konkurencja nie została rozegrana       | Konkurencja nie została rozegrana      | Konkurencja nie została rozegrana |
| Warsaw Cup                   | Jewgienija Tarasowa / Władimir Morozow  | Jessica Calalang / Brian Johnson        | Jasmina Kadyrowa / Iwan Balczenko      | [ 26 ]                            |
| Golden Spin of Zagreb        | Audrey Lu / Misha Mitrofanov            | Anastasija Mietielkina / Daniił Parkman | Julija Artiemjewa / Michaił Nazaryczew | [ 27 ]                            |

### Pary taneczne
| Zawody                       | 1. miejsce                                 | 2. miejsce                                   | 3. miejsce                                 | Źr.    |
| ---------------------------- | ------------------------------------------ | -------------------------------------------- | ------------------------------------------ | ------ |
| Lombardia Trophy             | Charlène Guignard / Marco Fabbri           | Laurence Fournier Beaudry / Nikolaj Sørensen | Sara Hurtado / Kiriłł Chalawin             | [ 28 ] |
| Autumn Classic International | Piper Gilles / Paul Poirier                | Olivia Smart / Adrià Díaz                    | Caroline Green / Michael Parsons           | [ 29 ] |
| Nebelhorn Trophy             | Juulia Turkkila / Matthias Versluis        | Katharina Müller / Tim Dieck                 | Marija Kazakowa / Gieorgij Riewija         | [ 30 ] |
| Memoriał Ondreja Nepeli      | Zawody odwołano z powodu pandemii COVID-19 | Zawody odwołano z powodu pandemii COVID-19   | Zawody odwołano z powodu pandemii COVID-19 | [ 2 ]  |
| Finlandia Trophy             | Gabriella Papadakis / Guillaume Cizeron    | Madison Chock / Evan Bates                   | Lilah Fear / Lewis Gibson                  | [ 31 ] |
| Asian Open Trophy            | Wang Shiyue / Liu Xinyu                    | Chen Hong / Sun Zhuoming                     | brak zawodników                            | [ 32 ] |
| Memoriał Dienisa Tiena       | Anastasija Skopcowa / Kiriłł Aloszyn       | Ołeksandra Nazarowa / Maksym Nikitin         | Jelizawieta Chudajbierdijewa / Jegor Bazin | [ 33 ] |
| Ice Challenge                | Charlène Guignard / Marco Fabbri           | Laurence Fournier Beaudry / Nikolaj Sørensen | Olivia Smart / Adrià Díaz                  | [ 34 ] |
| Warsaw Cup                   | Diana Davis / Gleb Smołkin                 | Kana Muramoto / Daisuke Takahashi            | Caroline Green / Michael Parsons           | [ 35 ] |
| Golden Spin of Zagreb        | Kaitlin Hawayek / Jean-Luc Baker           | Allison Reed / Saulius Ambrulevičius         | Jelizawieta Szanajewa / Diewid Nariżnyj    | [ 36 ] |

## Klasyfikacja końcowa
| Poz. | Zawodnik             | Nota końcowa |
| ---- | -------------------- | ------------ |
| 1    | Piotr Gumiennik      | 506,05       |
| 2    | Keegan Messing       | 497,65       |
| 3    | Mark Kondratiuk      | 491,14       |
| 4    | Daniel Grassl        | 490,76       |
| 5    | Andriej Mozalow      | 486,20       |
| 6    | Adam Siao Him Fa     | 481,17       |
| 7    | Moris Kwitiełaszwili | 462,79       |
| 8    | Nika Egadze          | 451,22       |
| 9    | Brendan Kerry        | 450,31       |
| 10   | Władimir Litwincew   | 447,45       |

| Poz. | Zawodniczka          | Nota końcowa |
| ---- | -------------------- | ------------ |
| 1    | Alysa Liu            | 426,64       |
| 2    | Anastasija Gubanowa  | 388,20       |
| 3    | Jekatierina Kurakowa | 381,38       |
| 4    | Wiktorija Safonowa   | 380,35       |
| 5    | Karen Chen           | 375,49       |
| 6    | Niina Petrõkina      | 371,43       |
| 7    | Amber Glenn          | 366,82       |
| 8    | Eva-Lotta Kiibus     | 357,56       |
| 9    | Anastasija Szabotawa | 355,10       |
| 10   | Alexia Paganini      | 351,96       |

| Poz. | Zawodnicy                                | Nota końcowa |
| ---- | ---------------------------------------- | ------------ |
| 1    | Jewgienija Tarasowa / Władimir Morozow   | 442,21       |
| 2    | Jessica Calalang / Brian Johnson         | 388,74       |
| 3    | Vanessa James / Eric Radford             | 378,15       |
| 4    | Anastasija Mietielkina / Daniił Parkman  | 373,84       |
| 5    | Minerva Fabienne Hase / Nolan Seegert    | 373,62       |
| 6    | Laura Barquero / Marco Zandron           | 371,60       |
| 7    | Ashley Cain-Gribble / Timothy LeDuc      | 363,64       |
| 8    | Kirsten Moore-Towers / Michael Marinaro  | 361,34       |
| 9    | Karina Safina / Łuka Bieruława           | 357,49       |
| 10   | Deanna Stellato-Dudek / Maxime Deschamps | 342,64       |

| Poz. | Zawodnicy                                    | Nota końcowa |
| ---- | -------------------------------------------- | ------------ |
| 1    | Charlène Guignard / Marco Fabbri             | 414,24       |
| 2    | Diana Davis / Gleb Smołkin                   | 384,52       |
| 3    | Olivia Smart / Adrià Díaz                    | 381,19       |
| 4    | Laurence Fournier Beaudry / Nikolaj Sørensen | 379,93       |
| 5    | Caroline Green / Michael Parsons             | 376,27       |
| 6    | Sara Hurtado / Kiriłł Chalawin               | 366,55       |
| 7    | Juulia Turkkila / Matthias Versluis          | 366,38       |
| 8    | Marjorie Lajoie / Zachary Lagha              | 362,77       |
| 9    | Jelizawieta Szanajewa / Diewid Nariżnyj      | 362,26       |
| 10   | Christina Carreira / Anthony Ponomarenko     | 351,05       |